# Associazione guide esploratori cattolici sammarinesi
L'Associazione guide esploratori cattolici sammarinesi (AGECS) è l'organizzazione nazionale dello scautismo e del guidismo a San Marino.
| Suddivisione in branche | Suddivisione in branche | Suddivisione in branche                          | Suddivisione in branche |
| Nome branca             | Fascia d'età            | Motto                                            |                         |
| ----------------------- | ----------------------- | ------------------------------------------------ | ----------------------- |
| Lupetti e Coccinelle    | 8-11/12                 | Del nostro meglio (Lupetti) Eccomi! (Coccinelle) |                         |
| Esploratori e Guide     | 11/12-16                | Estote Parati (Siate pronti)                     |                         |
| Rovers e Scolte         | 16-20/21                | Servire                                          |                         |
|                         |                         |                                                  |                         |

Lo scautismo sammarinese nasce nel 1973 nell'AGESCI, diventando poi un'associazione indipendente.
Nel 1987 ci fu un accordo tra AGESCI e AGECS in cui questi ultimi furono autorizzati ad indossare l'uniforme AGESCI e a partecipare alle attività della Zona di Rimini AGESCI. Nel 1993 fu fondato il gruppo San Marino 2 e qualche anno dopo fu fondato il San Marino 3.
Attualmente usa l'uniforme (ma con alcuni distintivi propri), il metodo e le riviste dell'AGESCI. Anche la formazioni capi è curata dall'AGESCI ma supervisionata dai responsabili dell'associazione.
L'AGECS è stato membro accreditato (cioè senza diritto di voto) dell'Organizzazione mondiale del movimento scout dal 1990, ora membro associato dal 2016, ed è membro associato dell'Associazione mondiale guide ed esploratrici dal 1993.
L'associazione raccoglie 158 scout (2004) e 129 guide (2006).